# Vilanna
Vilanna es una entidad de población española del municipio de Bescanó, perteneciente a la provincia de Gerona, en la comunidad autónoma de Cataluña.

## Historia
Hacia mediados del siglo XIX, el lugar, ya por entonces perteneciente a Bescanó, tenía contabilizada una población de 151 habitantes. Aparece descrito en el decimosexto volumen del Diccionario geográfico-estadístico-histórico de España y sus posesiones de Ultramar de Pascual Madoz de la siguiente manera:

VILANNA: l. en la prov., part. jud. y dióc de Gerona, aud. terr., c. g. de Barcelona, ayunt. de Bescanó. sit. en terreno montuoso, con buena ventilacion y clima templado y sano, aunque propenso á fiebres intermitentes. Tiene 30 casas, y 1 igl. parr. (San Mateo), de la que son anejas las capillas de la Concepcion y de San Martin; se halla servida por un cura de ingreso, de provision real y ordinaria. El térm. confina N. el r. Ter y el pueblo de Angles; E. Bescanó y Estañol; S. este último, y O. el mismo Angles. El terreno es de buena calidad; el monte abunda en arbolado de robles y encinas. Hay varios caminos locales de herradura. prod.: trigo, maiz y legumbres; cria el ganado necesario para la labranza, y pesca en el r. pobl.: 20 vec., 151 alm. cap. prod.: 1.818,000 rs. imp.: 45,450.
(Madoz, 1850, p. 71)

En 2022, la entidad singular de población tenía empadronados 686 habitantes y el núcleo de población 456 habitantes.

## Patrimonio
En el lugar hay una iglesia bajo la advocación de San Mateo.